# توماس شتاينر (سياسي)
توماس شتاينر هو سياسي نمساوي، ولد في 27 يناير 1967. نشط حزبياً في حزب الشعب النمساوي.